# Parroquia La Palmita (Municipio Panamericano)
La Palmita es una parroquia del Municipio Panamericano del estado Táchira, ubicada aproximadamente a 13,74 km de Coloncito capital del municipio, cuenta con una población de acuerdo con el INE para el 2013, de 12.156 habitantes. 

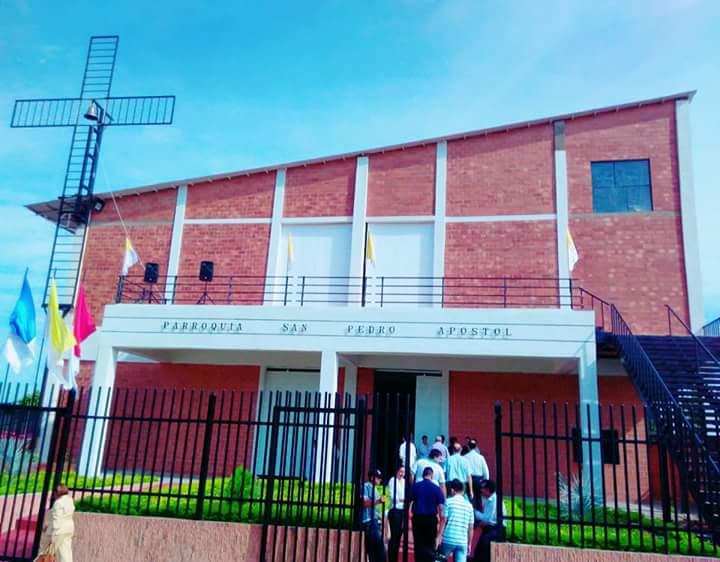
Nuevo Templo de La Palmita Táchira

## Origen del nombre "La Palmita"
Los primeros habitantes de la comunidad, vivían en los sectores altos del municipio Jáuregui, quienes bajaban de la montaña a lo que hoy en día es la Parroquia, tenían como punto de referencia una palma pequeña que se encontraba a unos cinco metros de un grupo de palmas grandes, ello se referían a la Palma pequeña como palmita “nos vemos en la palmita” y así fue cómo surgió el nombre de la comunidad La Palmita. Esta palma se encontraba ubicada en lo que hoy en día es la  Escuela Básica Nacional (EBN) de “La Palmita”.  

## Cronología
Personas de la Grita y Pueblo Hondo, bajaban a la parte plana del río Morotuto donde se unían los caminos de los pueblos nombrados. Estos primeros pobladores hacían faenas en busca de casa y techo, el nombre del río se debe a los indígenas Morotuto que hacían vida en las cabeceras del río. En la unión de los caminos había un bosque de palmas de Curuba y cuando se comenzó a construir la carretera panamericana, se tumbaron quedando sólo tres palmas (lo que actualmente era la antigua comercial La Ponderosa, propiedad del difunto Andrés Pírela) y la palma en la E.B.N.“La Palmita” de donde deriva el nombre de la comunidad. 

Faustino Ramírez “el porro” fue quien le dio el nombre a La Palmita, ya que este Sr. Trabajo en diferentes sectores de la zona y se le ocurrió darle el nombre de La Palmita y no de Las Palmitas. La primera pareja que comenzó a hacer vida en este sector fue el Sr. Ramón Montoya y su esposa Margarita Arellano quienes para el año de 1948, fundaron La Palmita haciendo el primer rancho de caña brava y bahareque donde vive actualmente la Sra. Carmen Amaya (Carmen Catira) al frente de la estación de servicio la Petrolea. Es de hacer referencia que en el atlas del Estado Táchira (1986), aparece como fecha de fundación 1955. 

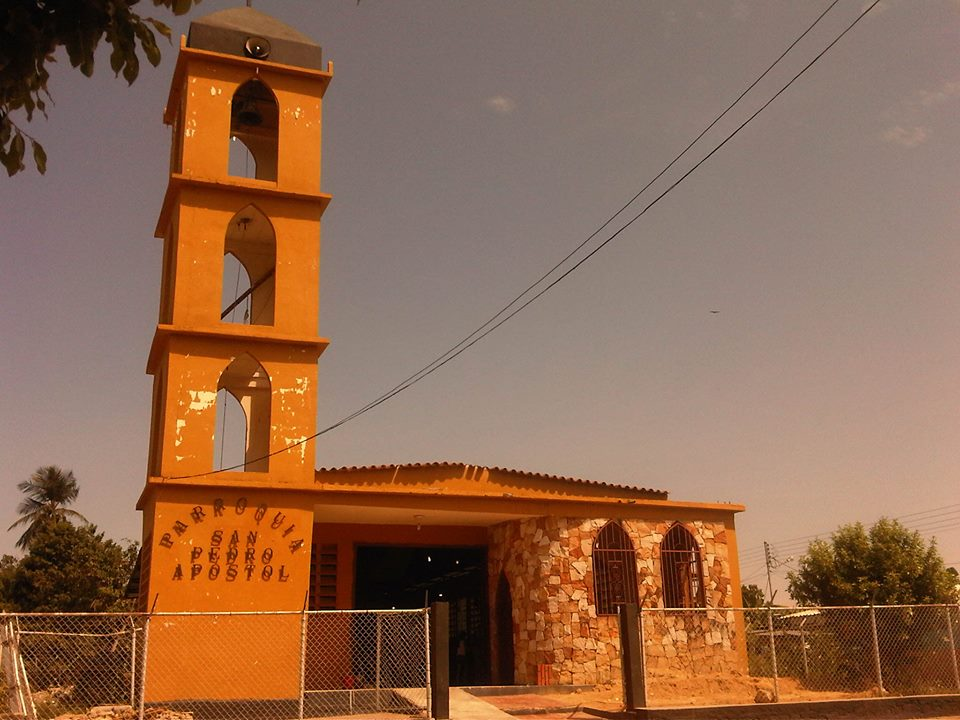
Antigua Capilla de La Palmita

En el mismo orden de ideas, en la comunidad La Palmita se presenta  problemas respecto a la fecha exacta de su fundación, por informantes claves se atribuye como año de fundación 1943 por el Señor Pacomio Arellano, para 1945 llegaron los Señores Pedro Molina y Eustoquio Méndez. Posteriormente cinco años después en 1950 el Señor Juan García, Alfredo Angarita, José Omaña, Teódulo Pérez y Heriberto Arellano. Luego comenzaron a llegar nuevos habitantes para hacer vida en la comunidad como son: Andrés Arellano, Abelardo Pérez, José de los Ángeles, Tomasa Arellano (Madre de la Sra. Dulce María), Lino Cheverría (Padre de Saturno Cheverría), Hilda Molina, Máximo Castillo, Avelino Castillo, Isidro Arellano, Santiago García, Nolberto Arellano, Anaholía Peñaranda, Moisés Ramírez, Inés Arellano, Teodora Rojas, Jacinta Pérez, Carmen Molina, Carmen Delgado, Teodoro Sánchez, Martina Correa, Alipio Arellano, Feliciano Ardila, Flor Colmenares, Rosa Ardila, Rubén Aldana, Rómulo Contreras, Elías Vargas (Padre de Tony Vargas), entre otros. 
El 16 de marzo de 1959 se crea el Municipio José Trinidad Colmenares, en Jurisdicción del Distrito Jáuregui al cual pertenecía La comunidad de La Palmita.
La primera bomba de gasolina funcionó en el sector del Tecón. Para 1953 se inaugura la Estación de Servicio y Restaurant Morotuto, unas de las anécdotas de este sitio fue de la llegada al televisor traído por el Sr. Eustoquio Méndez. El lugar servía como caballeriza para los viajeros de las partes altas de las aldeas de Morotuto y Guamas. Años después el Sr. Castillo fundó la estación de Servicio La Palmita.
Para el año de 1961 comienza a funcionar lo que es la U.E La Palmita dentro de la comunidad. En el año de 1970 comienza la primera medicatura rural en terrenos del Sr. Isidro Arellano. Posteriormente para 3 de enero de 1990 La Palmita pasa a Formar parte del recién creado Municipio Panamericano.

## Vaguada 2005
El 11 de febrero de 2005, se produce una vaguada que afecta a la comunidad, el río Morotuto crece y destruye gran cantidad vegetación, cultivos, casas, animales y parte de la estructura del puente se ve afectada. Además, en la parte baja de La Palmita, hacia sector del 23 de enero y Caño Cucharón también se producen desastres naturales. Lo mismo sucede hacia el sector de Pajitas donde las fuertes precipitaciones destruyeron totalmente el puente quedando totalmente incomunicada la parroquia con Coloncito y El Vigía.
Creación de la Junta Parroquial y Prefectura

## Creación de la Junta Parroquial y Prefectura
La primera Junta Parroquial, se funda el 5 de enero de 1990, en la casa del Sr. Alipio Arellano situada en la vía Caño Cucharón la cual era alquilada, siendo su primer presidente Ricardo Eli Chirinos, como miembros principales: Maximina Sequera y Agustín  Duarte, de Corregidor de La Palmita Avelino Castillo. Para el 3 de septiembre de 1991, se aprueba la construcción de la sede de la prefectura y la Junta Parroquial y el asfaltado de las calles 2, 3, 4,5 y 6, por parte del Licdo. Ron Sandoval Gobernador del Estado para ese momento. La Prefectura funcionaba en la casa del Sr. Alfonso La Cruz, siendo el primer prefecto Pedro José Guerra.